# Aelita Andre
Aelita Andre (9 januari 2007) is een Australisch kunstschilder.
Andre exposeerde voor het eerst toen ze twee jaar oud was. Op 3 december 2009 opende ze haar expositie in Hong Kong met een live schildersessie. In juni 2011 exposeerde ze in New York. Volgens de galeriehoudster heeft Andre verstand van kleur, compositie en textuur, een eigen stijl en is haar werk in balans. Ze wordt vergeleken met Picasso en Jackson Pollock. Een van haar schilderijen is verkocht voor 24.000 dollar.